# Balla amb mi
Balla amb mi (títol original: Dance With Me) és una pel·lícula estatunidenca estrenada l'any 1998. Ha estat doblada al català.

## Argument
Ruby Sinclair, una excampiona de ball llatí internacional, fa classes en una acadèmia de ball. Arriba allí un jove llatí per treballar com a netejador, però ningú sap que és un magnífic ballarí. I s'apropa la data d'un important campionat.

## Repartiment
- Vanessa Williams: Ruby Sinclair
- Chayanne: Rafael Infante
- Kris Kristofferson: John Burnett
- Joan Plowright: Bea Johnson
- Jane Krakowski: Patricia
- Beth Grant: Lovejoy
- Harry Groener: Michael
- William Marquez: Stefano
- Scott Paetty: Steve
- Rick Valenzuela: Julian Marshall
- Chaz Oswill: Peter
- Liz Curtis: Kim
- Bill Applebaum: Don Harrington
- Angelo Pagan: carter cubà
- Victor Marcel: Fernando
- Ana Sofia Pomales: filla de Fernando
- Nelson Marquez: promés
- Mike Gomez: barman
- Charles Venturi: criat
- Maurice Schwartzman: home al club
- Jannette Valenzuela: dona al club
- Jim Mapp: pescador
- Robert Pike Daniel: Emcee

## Banda sonora
- Arrolla cubano (Ignacio Piñeiro) interpretada per Septeto Nacional
- Pregón santiaguero (Lino Rengifo Isaac) interpretada per Cuarteto Patria
- Me gusta pero no puede ser (César Pedroso) interpretada per Xiomara Laugart, César Pedroso
- Adios Santiago (José 'Perrico' Hernández)
- Teach Me Tonight (Sammy Cahn, Gene de Paul) interpretada per Diana Krall
- If I Don't Dance écrit et interpretada per Kelley Hunt
- Jibaro (Léon Marín Vélez 'Nelson', Javier Marín Vélez 'Elkin') interpretada per Electra
- Esa triste guitarra (Manuel Alejandro, Ana Magdalena) interpretada per Emmanuel
- Ritmo de bom bom (Michele Violante) interpretada per Jubaba
- Dream Baby (Cindy Walker)
- Let's Get Lost (Frank Loesser, Jimmy McHugh) interpretada per Chet Baker
- Baby Workout (Jackie Wilson, Alonzo Tucker) interpretada per Jackie Wilson
- España cani (incorporada en Paso doble #3) (Pascual Marquina, Mariano Marquina) interpretada per Columbia Ballroom Orchestra
- Mama kiyelele (Ricardo Lemvo) interpretada per Makina Loca
- La receta (Raul Ramos) interpretada per Johnny Polanco y Su Conjunto Amistad
- Atrevete (No puedes conmigo) (Manny Benito, Sergio George) interpretada per DLG
- Tres deseos (Three Wishes) 12" Remix (Kike Santander) interpretada per Gloria Estefan
- Descarga cachao (Cachao) interpretada per Cachao
- Patria escrita i interpretada per Rubén Blades
- La bilirrubina escrita i interpretada per Juan Luis Guerra
- Romántica mujer (Cachao i Juanito Márquez) interpretada per Cachao
- Fiesta pa'los rumberos (Emilio Estefan, Robert Blades) interpretada per Albita
- Los tres golpes/The Three Beats(arranjada per Cachao) interpretada per Cachao
- You Really Had Me Going (Holly Dunn, Tom Shapiro, Chris Waters) interpretada per Holly Dunn
- Dream Dancing (Cole Porter) interpretada per Jess Harnell
- Sing, Sing, Sing (With a Swing) (Louis Prima)
- Bailtango (Daniel Indart) interpretada per Pepe Mota Quartet
- Boy from New York City (John T. Taylor, George Davis) interpretada per The Manhattan Transfer
- Sway (Pablo Beltran Ruiz, Norman Gimbel) interpretada per Dean Martin
- Why Don't You Do Right (Joe McCoy) interpretada per Sinéad O'Connor
- Want You, Miss You, Love You (Rob Mathes) interpretada per Jon Secada
- Miranda's Smile (Bebo Valdés) interpretada per Paquito D'Rivera
- Magalenha (Carlinhos Brown) interpretada per Sérgio Mendes
- Jazz Machine (M. Percali, P. Landro) interpretada per Black Machine
- Echa pa'lante - Cha Cha Mix (Emilio Estefan Jr., Robert Blades, Pablo Flores, Javier Garza) interpretada per Thalía
- Spanish Gypsy Dance (España cani) (Pascual Marquina, Mariano Marquina) interpretada pels Gipsy Kings
- Eres todo en mi (You're My Everything) (Jean-Manuel de Scarano, Raymond Donnez, Leroy Gomes) interpretada per Ana Gabriel
- A Deeper Love (David Cole, Robert Clivillés) interpretada per Aretha Franklin
- Lindo yambu (Ignacio Piñeiro) interpretada per Cachao
- You Are My Home (Salsa) (Diane Warren) interpretada per Vanessa Williams i Chayanne amb Johnny Polanco y Su Conjunto Amistad
- Heaven's What I Feel (Kike Santander) interpretada per Gloria Estefan
- You Are My Home (Diane Warren) interpretada per Vanessa Williams i Chayanne

## Crítica
- "Refrescant i gens pretensiós musical"[3]